# Andrea Suppa
Andrea Suppa (Messina, 1628 – 1671) è stato un pittore italiano.

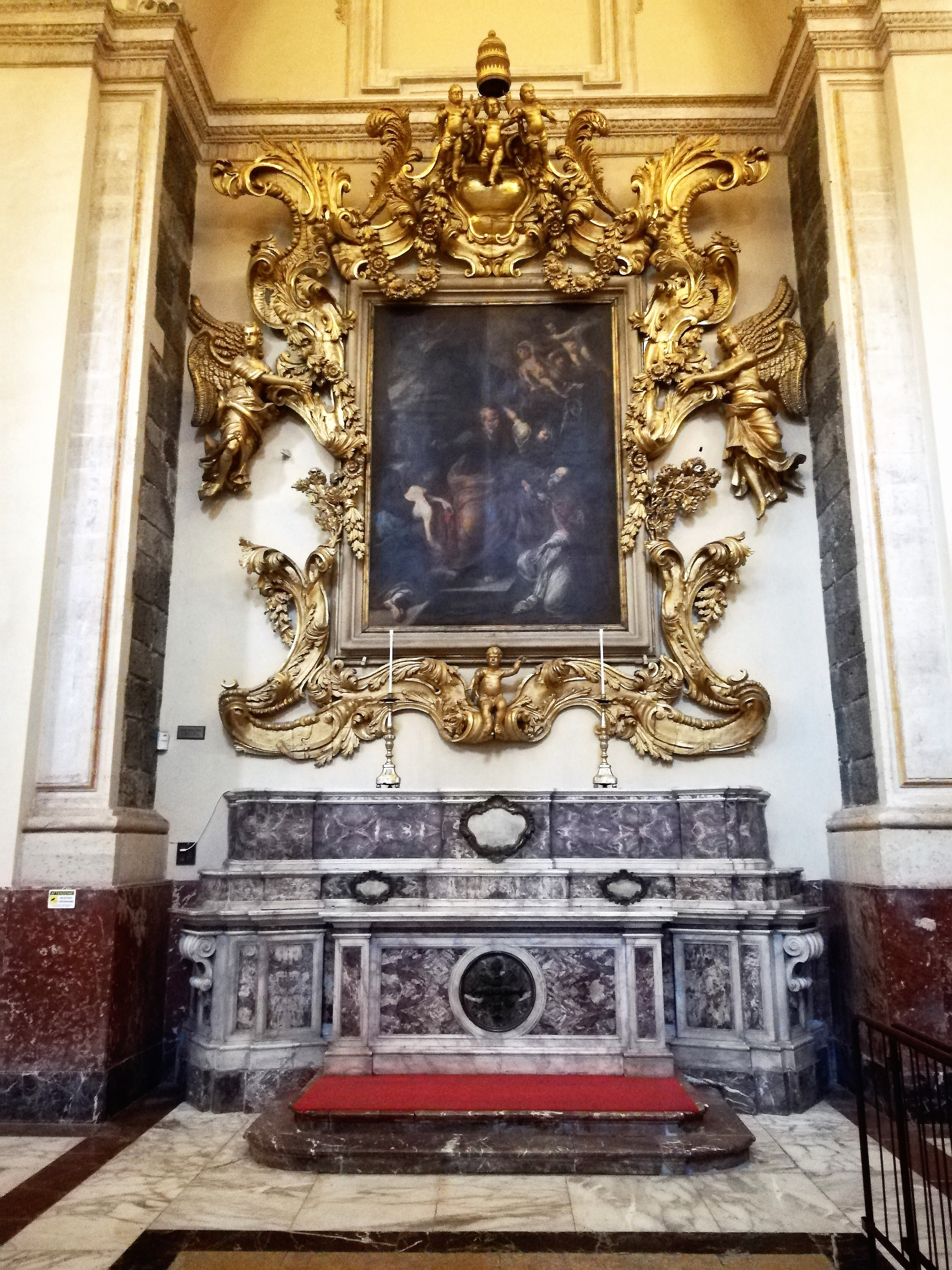
San Pietro consacra San Berillo, basilica cattedrale di Sant'Agata di Catania.

Artista straordinariamente versatile, fu una figura del tardo barocco a Messina.

## Biografia
Fu allievo di Bartolomeo Tricomi e del pittore olandese di paesaggi marini, attivo in Sicilia, Abraham Casembroot assieme ad altri discepoli locali come Filippo Giannetto e Domenico Guargena. Suo allievo è stato Antonio Bova. Molte delle opere sono state distrutte dal terremoto di Messina del 1908. Collabora nella progettazione del santuario di Montevergine nel 1654 a Messina. In città esegue gli affreschi della Cappella di San Gregorio nella chiesa della Santissima Annunziata, contribuisce a progettare le vetrate della chiesa di San Domenico, dipinge gli affreschi per l'Oratorio di San Francesco annesso alla chiesa di San Domenico.
Nel casale di Barcellona in collaborazione con Nicola Francesco Maffei partecipa alla ristrutturazione del duomo antico di San Sebastiano intorno al 1650.

## Opere

### Opere a Messina
- 1654, "Santuario di Montevergine", attività di progettazione e direzione lavori, edificio di culto ubicato a Messina.
- XVII secolo, "Assunzione della Vergine Maria", pittura su tavola, opera documentata nel cappellone della chiesa della Santissima Annunziata di Messina.[2]
- XVII secolo, "Ciclo", affreschi raffiguranti San Gregorio implora la cessazione della Peste, Morte di San Gregorio, Virtù, Santissima Trinità, opere documentate nella Cappella di San Gregorio Taumaturgo della chiesa della Santissima Annunziata di Messina.[3][4]
- XVII secolo, "Quadroni", opere realizzate in collaborazione con Agostino Scilla fra le vetrate della chiesa di San Domenico di Messina.[4]
- XVII secolo, "Ciclo", affreschi, opere documentate nell'Oratorio di San Francesco della chiesa di San Domenico di Messina.[5][6]
- XVII secolo, "Assunzione", dipinto documentato nella chiesa della Santissima Annunziata di Messina.[3]
- XVII secolo, "Martirio di Sant'Orsola e compagni", dipinto, opera documentata nella chiesa di San Francesco all'Immacolata di Messina.[7][4]
- XVII secolo, "Angelo che comunica con San Bonaventura", dipinto, opera documentata nella chiesa di San Francesco all'Immacolata di Messina.[4][7]
- XVII secolo, "Vergine, Gesù Cristo e Anime Purganti", dipinto a guazzo, opera documentata nella sagrestia della chiesa delle Anime del Purgatorio di Messina.[2][8]
- XVII secolo, "San Cono", dipinto ad olio, opera documentata nella chiesa di Sant'Agostino di Messina.[2]
- XVII secolo, "San Carlo", dipinto ad olio, opera documentata nella chiesa di San Giovanni Decollato di Messina.[4]
- XVII secolo, "Angeli", dipinto ad olio, opera documentata nella chiesa di San Paolo del monastero omonimo di Messina.[4]
- XVII secolo, "Santa Teresa", dipinto ad olio, opera proveniente dalla chiesa di Santa Teresa e documentata nella sacrestia del monastero omonimo di Messina.[4]
- XVII secolo, "Quadroni", affreschi raffiguranti dieci episodi di vita di San Francesco, opere documentate nell'Oratorio di San Francesco dei Mercanti di Messina.[9][10]
- XVII secolo, "Ciclo", affreschi raffiguranti episodi di vita di San Paolo Apostolo, opere documentate nella chiesa di San Paolo del monastero omonimo di Messina.[9]

### Altre opere
- XVII secolo, "San Pietro consacra San Berillo", olio si tela, opera custodita nella basilica cattedrale di Sant'Agata di Catania.
- 1650c., "Duomo antico di San Sebastiano", attività di ristrutturazione in collaborazione con Niccolò Francesco Maffei del luogo di culto ubicato a Barcellona Pozzo di Gotto.